# Riccardia papillosa
Riccardia papillosa là một loài rêu trong họ Aneuraceae. Loài này được Hässel mô tả khoa học đầu tiên năm 1972.